# Thelypteris polypodioides
Thelypteris polypodioides là một loài dương xỉ trong họ Thelypteridaceae. Loài này được Raddi C.F. Reed mô tả khoa học đầu tiên năm 1968.